# Happō (Akita)
Happō (八峰町 Happō-chō?) es un pueblo localizado en la prefectura de Akita, Japón. En octubre de 2018 tenía una población de 6.824 habitantes y una densidad de población de 29,1 personas por km². Su área total es de 234,14 km².

## Geografía

### Municipios circundantes
- Prefectura de Akita
  - Noshiro
  - Fujisato
- Prefectura de Aomori
  - Ajigasawa
  - Fukaura

## Demografía
Según datos del censo japonés, la población de Happō ha disminuido en los últimos años.
| Año del censo | Población |
| ------------- | --------- |
| 1995          | 10.138    |
| 2000          | 9.698     |
| 2005          | 9.012     |
| 2010          | 8.220     |
| 2015          | 7.309     |